# Jean-Marie Londeix
Jean-Marie Londeix (Arveyres, 20 september 1932 – Bordeaux, 3 maart 2025) was een Frans componist, muziekpedagoog, saxofonist en arrangeur. Hij behoort tot de belangrijkste vertegenwoordigers van het klassieke saxofoonspel.

## Levensloop
Londeix werd geboren in een muzikaal gezin. Al op jonge leeftijd kreeg hij piano- en vioolles. Toen hij 8 jaar was begon hij met saxofoonles. In 1946 - op 14-jarige leeftijd - won hij een eerste prijs voor saxofoon aan het Conservatoire National de Région Centre "André Malraux" in Bordeaux in de klas van Pierre Ferry. Hij studeerde ook harmonieleer samen met zijn oudere zus. Voordat hij zich uiteindelijk volledig aan de muziek wijdde, werd hij van 1948 tot 1951 opgeleid aan de horlogeschool, omdat zijn vader een horlogebedrijf had. Vanaf 1948 studeerde hij bij Marcel Mule (saxofoon). Van 1951 tot 1953 studeerde hij aan het Conservatoire national supérieur de musique in Parijs wederom bij Marcel Mule (saxofoon) en ook bij Fernand Oubradous (kamermuziek), Claude Pascal (muziekanalyse), Simone Petit (solfège) en Norbert Dufourcq (muziekgeschiedenis). Hij behaalde vele eerste prijzen en hoogste onderscheidingen. Als uitvoerend saxofonist behaalde hij als eerste aan het Parijse conservatorium een Prix d’Honneur.
Als docent voor solfège werkte hij van 1953 tot 1971 aan het Conservatoire à rayonnement régional "Jean-Philippe-Rameau" de Dijon in Dijon. Aldaar richtte hij met collega's (André Amellér, Pierre Max Dubois, Henri Tomasi, Marc Eychenne en I. Markovitsj) het blazerssextet van Dijon op. Vanaf 1954 verzorgde hij concerten en premières van saxofoonwerken in binnen- en buitenland (Spanje en Portugal). In 1966 gaf hij zijn eerste recitals in de Verenigde Staten. Op 2 mei 1968 speelde hij in de New Yorkse Carnegie Hall het saxofoonconcert van Paul Creston. Er volgden concerten in Moskou en Sint-Petersburg. Vanaf 1968 was hij gastdocent aan de Universiteit van Michigan in Ann Arbor.
In 1970 richtte hij de Association des Saxophonistes de France (AsSaFra) op en was daarvan tot 1991 voorzitter.
In oktober 1971 werd hij benoemd tot docent voor saxofoon aan het Conservatoire National de Région Centre "André Malraux" in Bordeaux, waar hij zelf zijn studie was begonnen. Hij begon als gastdocent te werken in Nederland, Duitsland, aan de zomeracademie van Nice en regelmatig in Canada, Italië en Spanje. In juli 1974 organiseerde hij het "4e Wereld-Saxofoon-Congres" in Bordeaux. In oktober 1977 richtte hij met twaalf van zijn beste leerlingen in de klas van het conservatorium in Bordeaux het Ensemble International de Saxophones à Bordeaux op met de doelstelling originele werken te creëren. Door dit ensemble werden de premières van meer dan 100 originele werken verzorgd van de componisten François Rossé, Walder Boudreau, Christian Lauba, Viktor Ekimovski, Jacques Murgier, Thierry Alla, Christophe Havel, Bernard Carlosema, Nikolaij Korndorff, Robert Lemay, Sergej Pavlenko, Ivo Malec en anderen. Verder richtte hij het saxofoonkwartet Ensemble de saxophones Français op, waaraan ook de saxofonisten Roland Audefroy, Guy Lacour en Jacques Melzer meewerkten. Tot zijn leerlingen behoren onder anderen Richard Dirlam, Perry Rask, Russell Peterson, Ryo Noda, Nelly Pouget, James Umble, Ross Ingstrup en Nikola Lutz. Onder zijn leerlingen waren 137 buitenlandse studenten (waaronder 48 Amerikanen, 22 Canadezen, 13 Spanjaarden, 10 Japanners, 11 Duitsers, 9 Italianen). Van meer dan 250 composities, die andere componisten voor hem geschreven en/of aan hem opgedragen hebben, verzorgde hij zelf als solist de premières. Hij was motivator voor vele saxofooncomposities van een groot aantal componisten, met name van Christian Lauba.
Hij was meerdere malen voorzitter van het Comité International de Saxophone. Londeix was auteur van meerdere boeken en schreef een saxofoonmethode in vijf volumes. Naast vele bewerkingen van klassieke muziek voor saxofoonensemble schreef hij ook eigen pedagogische en didactische werken voor zijn instrument.
Hij werd onderscheiden als officier in de Orde van Kunst en Letteren.
Londeix overleed op 3 maart 2025 op 92-jarige leeftijd.

## Composities

### Pedagogische werken
- 1961 Exercices mécaniques pour tous les saxophones
- 1974 A la decouverte de la musique des XVIIe et XVIIIe siecles, voor saxofoon in Bes (sopraan- of tenorsaxofoon) en piano
- 1981 De la justesse d'intonation pour tous les saxophones (On the exactness of intonation for all saxophones), voor twee saxofoons
- 1986 Nouvelles études variées dans tous les tons d'après Blumenstengel, Dont, Gaviniès, Paganini et Rode
- 1989 Hello! Mr. Sax, ou, Paramètres du saxophone (Hello! Mr. Sax, or, Parameters of the saxophone)

## Arrangementen
- Georges Bizet: L' Arlésienne, voor 12 saxofoons en slagwerk
- Giovanni Gabrieli: Canzona XV, voor 12 saxofoons
- George Gershwin : Suite American stories, voor 12 saxofoons 
  1. The man I love
  2. Liza
  3. Sweet and low down
  4. Let's call the whole thing off
  5. Summertime
  6. I got rhythm
  7. I got plenty o'nuttin
- Paul Hindemith: Sonate (1943), voor althoorn (Mellofoon) in Es (ook: hoorn of altsaxofoon) en piano
- Jean-Marie Leclair: Sonate en ré (D majeur), voor twee saxofoons
- Jean Baptiste Singelée: Premier quator (Saxofoonkwartet nr. 1), voor saxofoonkwartet, op. 53

## Publicaties
- A Comprehensive Guide to the Saxophone Repertoire - Répertoire Universel de Musique pour saxophone 1844-2003, 2003. Édition Roncorp Publ., Cherry Hill, N.J. 2003, ISBN 0-939-10307-9 ISBN 978-0-939-10307-2
- Méthode pour étudier le saxophone, Français, English, Japanese, Spanish - Paris: Édition H. Lemoine, (1974-1976) 1995.
- 150 Years of Music for Saxophone - Bibliographical Index of Music and Educational Literature for the Saxophone, 1844-1994 (150 ans de musique pour saxophone - Répertoire général des oeuvres et des ouvrages d'enseignement pour le saxophone, 1844-1994), Cherry Hill, NJ, Roncorp, 1994. 438 p., ISBN 978-0-939-10304-1
- Musique pour saxophone. Volume II - Répertoire général des oeuvres et des ouvrages d'enseignement pour le saxophone (Music for saxophone. Volume II - general repertoire of music and educational literature for the saxophone), Cherry Hill, NJ, Édition Roncorp Publ., 1985. 454 p.
- 125 ans de musique pour saxophone. Répertoire général des œuvres et des ouvrages d'enseignement pour le saxophone, Leduc, Paris, 1971. 398 p.
- Les Gammes conjointes et en intervalles pour tous les saxophones. Jean-Marie Londeix,..., Paris: H. Lemoine, 1962. 33 p.; Français, English, Espangnol, Paris: Éditions Henry Lemoine, 1989. 33 p.
- Guide to the saxophone repertoire 1844-2012, 770 p.[6]